# Pharaonus caucasicus
Pharaonus caucasicus är en skalbaggsart som beskrevs av Edmund Reitter 1888. Pharaonus caucasicus ingår i släktet Pharaonus och familjen Rutelidae. Inga underarter finns listade i Catalogue of Life.